# Land- und Stadtgericht Büren

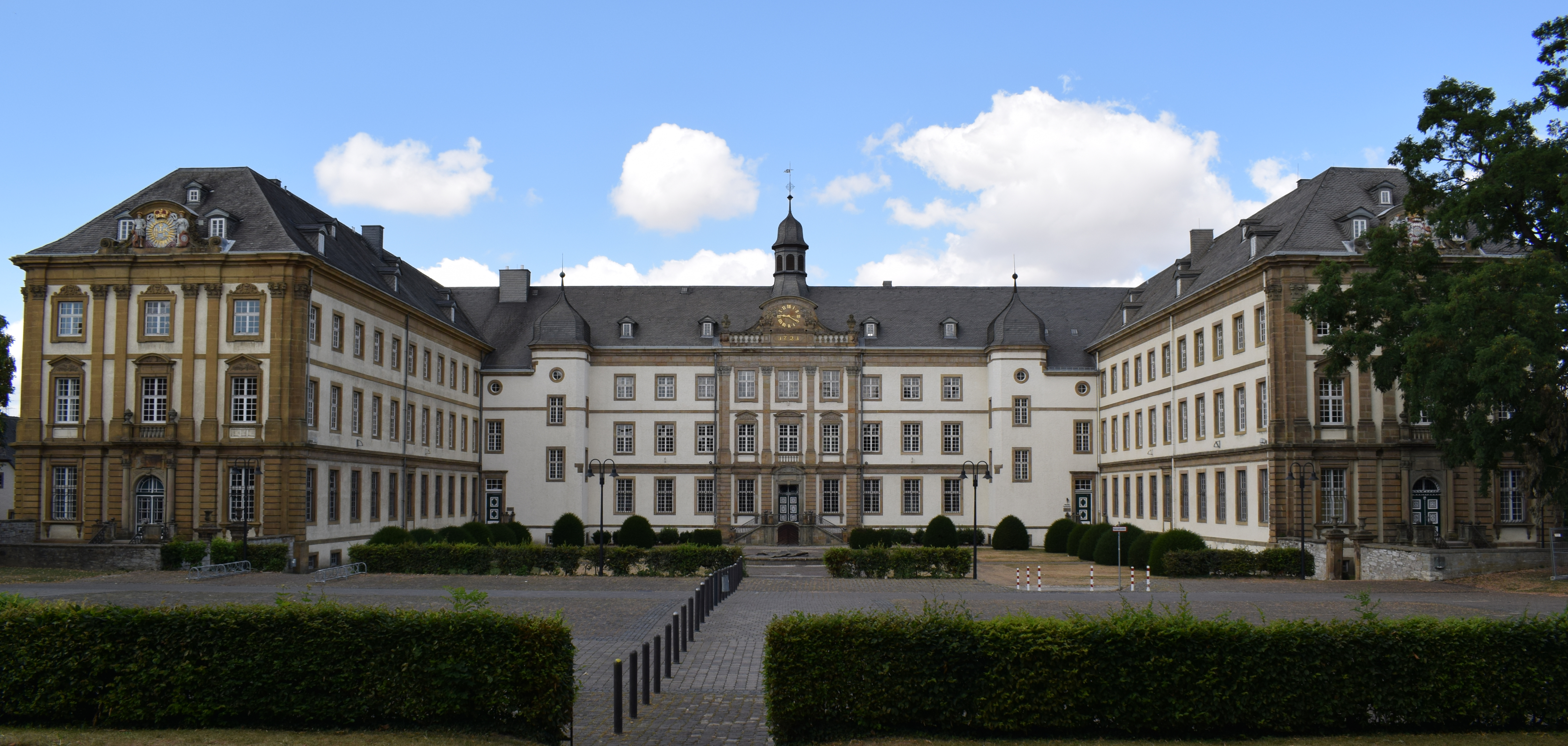
Gebäude des Land- und Stadtgerichts Büren

Das Land- und Stadtgericht Büren war von 1815 bis 1849 ein Land- und Stadtgericht mit Sitz in Büren.

## Gründung
Im Königreich Westphalen wurde die Gerichtsorganisation nach französischem Vorbild vereinheitlicht, siehe Justizwesen im Königreich Westphalen. Für den Kanton Büren war das Friedensgericht Büren zuständig, für den Distrikt Paderborn das Tribunal Paderborn. Nach dem Ende des Königreichs Westphalen im Jahr 1813 blieben die Gerichte zunächst bestehen. Da der Appellationshof Kassel aber nun zum Kurfürstentum Hessen gehörte, entfiel die Möglichkeit zu Appellation gegen Urteile der nun preußisch gewordenen Gerichte im Regierungsbezirk Minden. Daher verordnete Zivilgouverneur Ludwig von Vincke, dass die Tribunale zu Paderborn und Höxter jeweils für einander die Appellationsinstanz bilden sollten. Ab 1815 bildete das Oberlandesgericht Minden bzw. Oberlandesgericht Paderborn das Instanzengericht. Anstelle des Friedengerichtes wurde nun ein Land- und Stadtgericht eingerichtet.
Der Grund für die Wahl Bürens als Standort des Gerichtes (obwohl Büren am Rande des Sprengels lag und Wünnenberg als Stadt bedeutender war), war die Tatsache, dass mit dem Jesuiten-Kolleg (heute Mauritius-Gymnasium Büren) ein Gebäude zur Verfügung stand. Dieses teilte sich das Gericht mit dem Landratsamt und anderen Behörden.
Das Land- und Stadtgericht Büren trat erstmals am 1. Mai 1815 zusammen.

## Sprengel
Der Sprengel des Gerichts orientierte sich an der Verwaltungseinteilung der Franzosenzeit und umfasste die Kantone Büren und Wünnenberg, also die Orte Büren, Hardt, Vollbrexen (ein Gut in Büren), Ringelstein, Weiberg und Barckhausen, Heggenstorff, Keddinghausen, Weine, Holzhausen, Steinhausen, Eickhoff, Siddinghausen, Brencken, Ahden, Wevelsburg, Graffeln, Böddecken, Glashütte, Wünnenberg, Fürstenberg mit Wohlbedacht (ein Gut bei Fürstenberg), Essentho, Westheim, Oistorff, Meerhoff, Bleywäsche und Leihberg.
Mit der Auflösung des Land- und Stadtgerichts Lichtenau kam 1817 noch der Kanton Atteln hinzu.
In einer Statistik von 1826 umfasste der Gerichtssprengel 38 „Communen“ (das konnten auch Güter oder Weiler sein) mit 15.425 Einwohnern. Er blieb bis 1849 unverändert.

## Die Ausgliederung des Kreisgerichts Fürstenberg
Im Königreich Westphalen war die Patrimonialgerichtsbarkeit aufgehoben worden. In Preußen galt dies nicht, die bisherigen Inhaber von Patrimonialgerichten konnten diese wieder errichten lassen. Patrimonialgerichte waren nun jedoch auf Zivilrechtsfälle beschränkt, unterlagen der Aufsicht durch die Oberlandesgerichte und die Richter mussten die Befähigung zum Richteramt haben. Im Bezirk des Land- und Stadtgerichts Büren betraf das den Graf von Westphalen (Patrimonialherr zu Fürstenberg), den Freiherrn von und zu Brenken (Patrimonialherr zu Brenken) und den Freiherr von Imbsen (Patrimonialherr einiger Ortschaften bei Paderborn). Diese bildeten zum 1. Mai 1818 als gemeinsames Patrimonialgericht das Kreisgericht Fürstenberg.
Das Kreisgericht Fürstenberg war für die Zivilsachen und für Grundstücksstreitigkeiten außerhalb der Dörfer Fürstenberg, Wohlbedacht und Eilve zuständig. Die Gerichtsbarkeit von Brenkens bezog sich auf Ortschaften, die bislang zum Sprengel des Land- und Stadtgerichts Paderborn gehört hatten (Herbram, Iggenhausen, Grundsteinheim, Alfen, Ebbinghausen, Eggeringhausen und Wewer).
Damit verkleinerte sich der Umfang des Sprengels des Land- und Stadtgerichts Büren.

## Gerichtstage in Wünnenberg und Atteln
Die Lage von Büren am Rande des Gerichtsbezirks führte dazu, dass mit den damaligen Verkehrsmitteln das Wahrnehmen von Gerichtsterminen für Teile der Gerichtseingesessenen nur mit einer Übernachtung möglich war. Am 4. Dezember 1835 erließ der preußische Justizminister Heinrich Gottlob von Mühler eine „Verordnung wegen der in der Stadt Wünnenberg abzuhaltenden Gerichtstage“. Dieser Gerichtstag fand an jedem ersten Montag jedes Monats statt und wurde bald auf drei Tage ausgedehnt. Mit der „Instruction wegen des zu Atteln monatlich abzuhaltenden Gerichtstags“ vom 1. November 1836 wies der Justizminister auch Gerichtstage in Atteln an.

## Auflösung
Nach der Märzrevolution wurden in Preußen die Patrimonialgerichte abgeschafft und einheitlich Kreisgerichte geschaffen. Der Land- und Stadtgericht Büren kam überwiegend zum Kreisgericht Paderborn. In Büren wurde die Gerichtsdeputation Büren des Kreisgerichts Paderborn mit drei Richterstellen eingerichtet, die für die Ämter Büren und Atteln zuständig war.

## Richter
Das Gericht bestand bis 1841 aus drei, danach aus vier Personen. Neben dem Land- und Stadtrichter waren zwei bzw. drei Assessoren am Gericht beschäftigt. Diese bildeten das Kollegium. Ein Kollegialgericht in Preußen musste damals mindestens drei Richter umfassen.
Land- und Stadtrichter (ab 1834: Land- und Stadtgerichts-Direktor) in Büren waren:
- Ferdinand Rinteln (auch Rintelen) (* 1762; † 1. November 1825), Amtszeit: 1. Mai 1815 bis 1. November 1825, vorher Tribunalsrichter in Höxter seit 1806
- Friedrich Wilhelm Alexander Rautert (* 1782; † 23. November 1858), Amtszeit: 1. Februar 1826 bis 1. Juli 1838, vorher Land- und Stadtrichter in Hattingen seit 27. September 1817
- Hoffbauer (auch Hofbauer), Amtszeit: 1. Juli 1838 bis 1. April 1849, vorher Land- und Stadtgerichtsassessor in Warburg seit 10. Oktober 1828

Assessoren waren:
- Ignatz Spancken (auch Spanken) (* 1. August 1770; † 8. September 1855), Amtszeit: 18. Oktober 1817 bis 1. Oktober 1838, vorher Friedensrichter des Kantons Büren von 1808 bis 1815 und Actuar zu Büren ab 1. April 1815, Besitzer des Spanckenhofs
- Wilhelm Siegfried Adolf Spancken (auch Spanken, Sohn des vorherigen) (* 9. Dezember 1803; † 15. Juli 1886), Amtszeit: 21. August 1838 bis 1. April 1849, vorher Land- und Stadtgerichts-Assessor in Warburg seit 28. Februar 1831
- Woltemas, Amtszeit: vermutlich 1. Mai 1815 bis 11. Juli 1823, danach Versetzung an das Land- und Stadtgericht Minden
- Johann Franz Gehlen (* 1792; † im 19. Jahrhundert), Amtszeit vom 11. Juli 1823 bis zum 28. August 1838, war vorher Oberlandesgerichts-Referendar in Büren seit 6. November 1818 und wechselte nach seiner Zeit in Büren an das Land- und Stadtgericht Warburg
- Wiegand, Amtszeit: 28. August 1838 bis 28. Oktober 1840, war vorher nicht etatmäßiger Oberlandesgerichts-Assessor in Büren und wechselte nach seiner Zeit in Büren an das Land- und Stadtgericht Nieheim
- Mantell, Amtszeit: 14. Dezember 1840 bis (vermutlich) 1. April 1849, war vorher nicht etatmäßiger Oberlandesgerichts-Assessor in Büren
- Udo Schulz, Amtszeit: 9. Januar 1841 bis (vermutlich) 1. April 1849, war vorher Oberlandesgerichts-Assessor in Münster